# Radek Hamr
Radek Hamr, född 15 juni 1974 i Litoměřice, är en tjeckisk före detta ishockeyspelare (back). Han är för närvarande spelaragent.

## Spelarkarriär
Hamr draftades i fjärde rundan som nummer 73 1992 av Ottawa Senators.
Han åkte över till Nordamerika inför säsongen 1992/93.
Det blev nästan enbart spel i farmarlag men han fick dock prova på spel i NHL i fyra matcher för Ottawa Senators.
Säsongen efter såg ungefär likadan ut, sju matcher för Ottawa Senators.
Efter ytterligare några år i farmarligan flyttade han hem till Tjeckien och spelade två säsonger för Sparta Praha.
Därefter spelade han för Västra Frölunda i Elitserien innan han säsongen efter kom till Färjestad BK som han representerat i sammanlagt sju säsonger.
Säsongen 2001/02 gjorde han åter en säsong hemma i Sparta Praha igen. Säsongen 2002/03 gick han över till svenska Färjestad BK. Han vann sitt första SM-guld med Färjestad säsongen 2005/06.
Säsongen 2006/07 spelade Hamr för den schweiziska klubben Kloten Flyers, där han förenades med gamla lagkamraten Marcel Jenni. Han avslutade sin aktiva spelarkarriär efter säsongen 2010/2011.
Hamr kännetecknades för sitt offensiva spel, med bra spelsinne och ett bra skott under sin aktiva karriär.

## Tränarkarriär
Mellan åren 2012-2015 var Hamr assisterande tränare i Färjestad BK.